# Arthur Ponsonby, 1:e baron Ponsonby
Arthur Augustus William Harry Ponsonby, från 1930 1:e baron Ponsonby of Shulbrede, född 16 februari 1871, död 23 mars 1946, var en brittisk politiker.
Ponsonby var efter diplomattjänstgöring privatsekreterare hos Henry Campbell-Bannerman 1906-1908 och tillhörde underhuset som liberal 1908-1910 och som representant för Labour party 1922-1930. Han tillhörde den första arbetarregeringen 1924 som understatssekreterare i utrikesdepartementet och var i Ramsay MacDonalds andra regering understatssekreterare för dominions 1929, transportminister 1929-1931 och kansler för Lancaster 1931. Ponsonby var senare Labours ledare i överhuset. Bland hans skrifter märks Rebels and reformers (1917) och Religion in politics (1921).